# Monetaria moneta
Monetaria moneta es una especie de molusco gasterópodo marino de la familia Cypraeidae. Sus conchas fueron usadas en China como moneda en la antigüedad.

## Descripción y características
Es una porcelana bastante pequeña, de hasta 3 cm (1,2 plg), irregular y aplanada, con bordes muy callosos y apenas subhexagonal. El color es pálido (de blanco a beige), pero el dorso parece transparente, a menudo gris verdoso con márgenes amarillentos, con franjas transversales a veces más oscuras y un anillo amarillo fino. La abertura es ancha y blanca, con dentículos pronunciados. El  manto del animal vivo es moteado en negro y blanco.

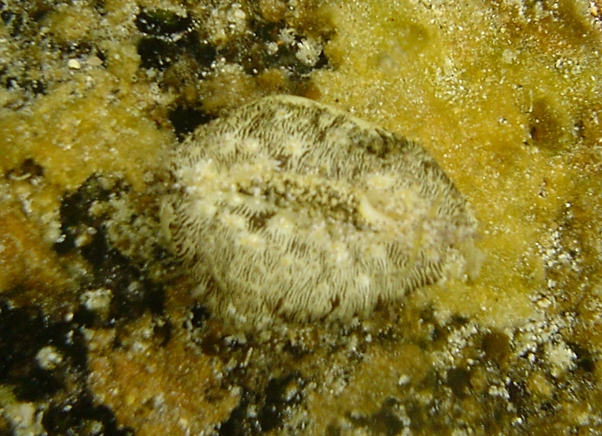
La parte inferior de una Monetaria moneta con el manto parcialmente retraído.
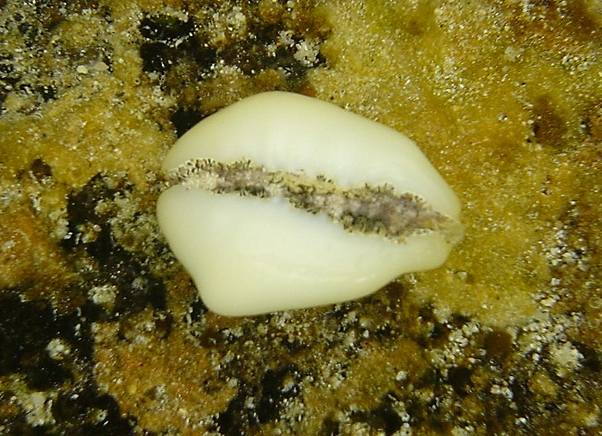
Mismo specimen, con el manto retirado.
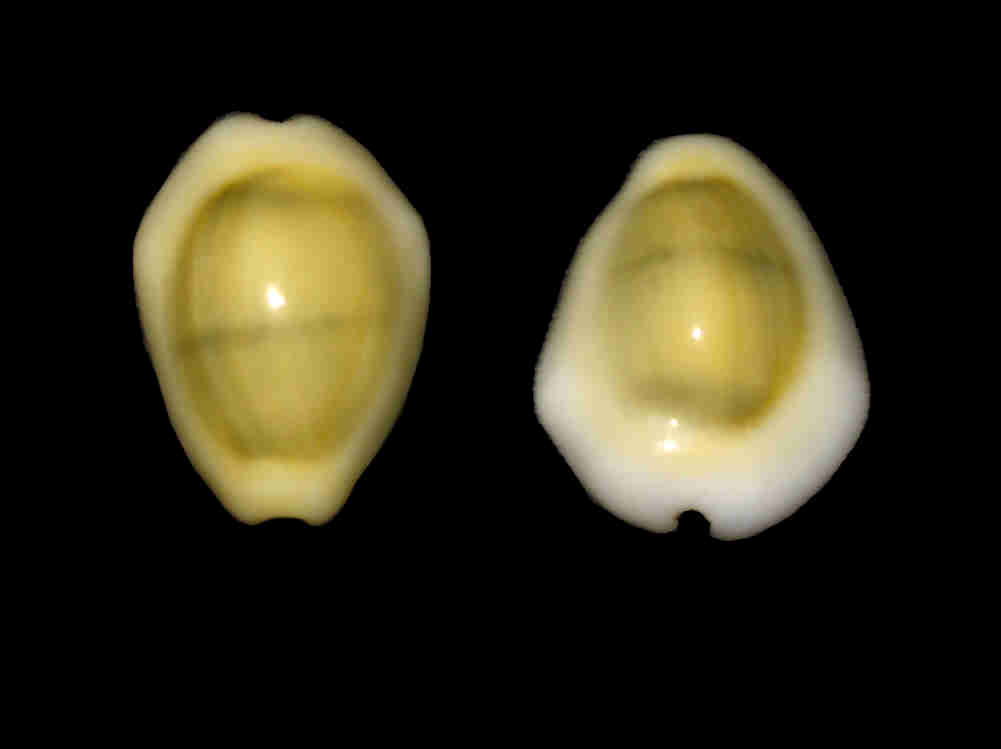
Concha

## Distribución

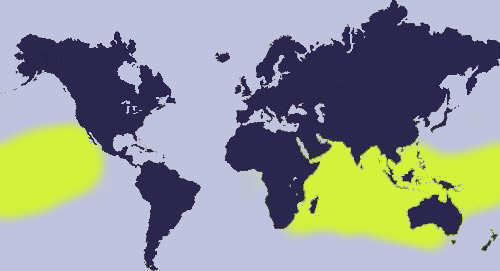
Mapa de hábitat de la Monetaria moneta

Esta es una especie muy común que se encuentra ampliamente en las aguas tropicales Indo-Pacífico. Está presente en numerosas regiones, incluyendo Oriente y Sudáfrica, Madagascar, Mar Rojo y Golfo Pérsico, Maldivas, este de la Polinesia, Galápagos,  Clipperton e Islas_Cocos, América Central, sur del Japón,  Islas Midway y Hawái, y al norte de Nueva Gales del Sur e Isla de Lord Howe.

## Hábitat
Los cauris viven en áreas rocosas intermareales y marismas poco profundas entre las algas marinas, los restos de coral y las conchas de bivalvos vacías. 
Se pueden encontrar en las rocas y debajo de ellas, en aguas poco profundas y en arrecifes expuestos durante la marea baja. Se alimenta de algas y vegetación marina que crece en rocas sueltas y pedazos de coral.

## Subespecies y formas
Subespecies:
- Monetaria moneta barthelemyi (f) Bernardi, M., 1861[2]

Formas:
- Monetaria moneta form erosaformis[3]
- Monetaria moneta form harrisi Iredale, T., 1939[4]
- Monetaria moneta form icterina Lamarck, J.B.P.A. de, 1810[5]
- Monetaria moneta form rhomboides Schilder, F.A. & M. Schilder, 1933[6]
- Monetaria moneta form tuberculosa Quoy, J.R.C. & J.P. Gaimard, 1834

## Uso humano

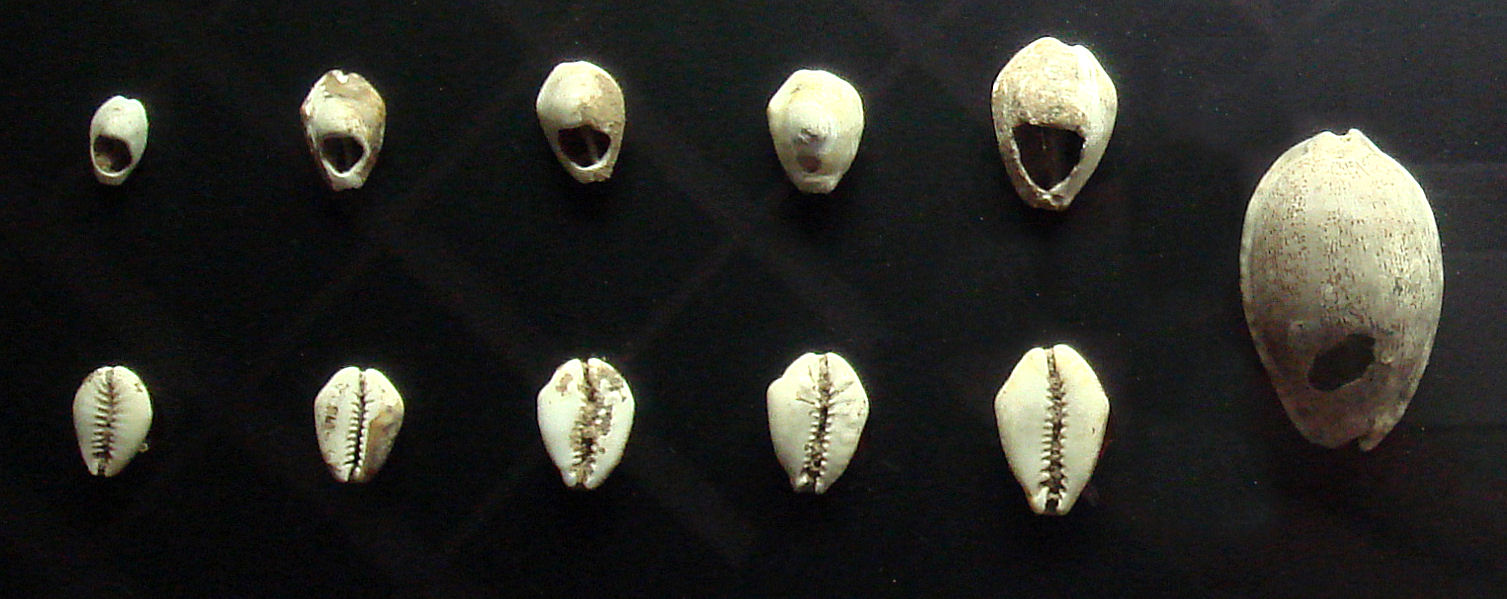
Conchas usadas como dinero

Las conchas se han usado en joyería y en otros artículos decorativos, como cestos y tapices..

### Como moneda
Las conchas de este cauri se usaron comúnmente durante más de 4000 años qcomo medio de intercambio en muchas áreas de África, Asia y las islas del Pacífico hasta finales del siglo XIX e incluso principios del siglo XX en la Uganda Británica.
Maldivas fue la principal fuente de conchas de cauri en toda Asia y partes de la costa del este de África. Los traficantes de esclavos introdujeron enormes cantidades de cauris de las Maldivas en África.
También se utilizó para comercializar con los nativos americanos, por los colonos europeos.

### Para la adivinación
Las conchas todavía se usan en rituales de adivinación en algunas religiones animistas africanas.
En el estado de Kerala, en India, se utilizan conchas de cauri como dinero especial (conocido en  Malabar como Kavidi കവിടി) para la adivinación como parte de la astrología hindú, como Prashnam. Para Prashnam, se rotan varias veces 108 conchas de Monetaria moneta y se invocan las bendiciones de Dios y de su Gurú. Una parte de los Kavadis se separan y se cuentan para descubrir el planeta gobernante en ese momento. Los resultados del horóscopo de Prasna (un horóscopo formulado en el momento de la llegada de las personas) se comparan con los resultados del Prasnam, y las predicciones se pronuncian sobre esa base.